# Diesel-ciklus
A Diesel-ciklus egy termodinamikai körfolyamat, amely modellezi  az 1897-ben Rudolf Diesel által feltalált Diesel-motor működése közben fellépő állapotváltozásokat. Az idealizált Diesel-ciklus jellemző vonása, hogy a tüzelőanyag-levegő keverék elégése állandó nyomáson következik be, ellentétben az idealizált Otto-ciklussal, a négyütemű benzinmotor termodinamikai modelljével, melynél az égés állandó térfogaton zajlik le.

## Az ideális Diesel-ciklus

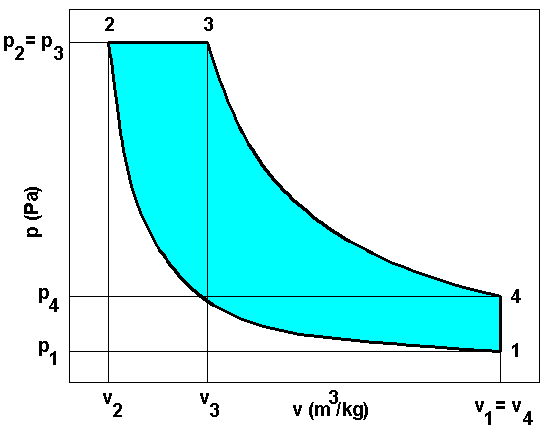
Az ideális Diesel-ciklus p-v diagramja

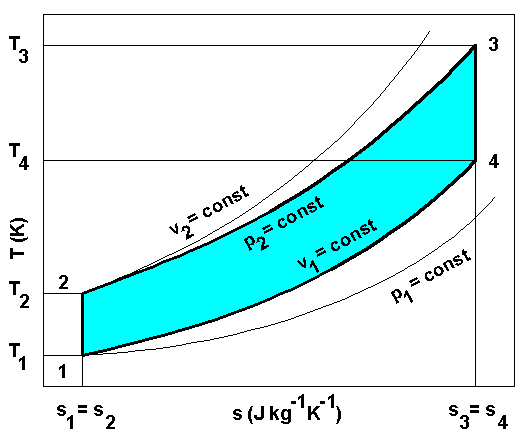
Az ideális Diesel-ciklus T-s diagramja

Az ábrán látható az ideális Diesel-ciklus a p-v diagramban, p a keverék nyomása, v a fajlagos térfogata. A körfolyamat négy állapotváltozásból áll:
- 1 - 2 izentrópikus kompresszió
- 2 - 3 állandó nyomású (izobár) állapotváltozás (égés)
- 3 - 4 izentropikus expanzió
- 4 - 1 állandó térfogatú (izochor) hőelvonás

A dízelmotor hőerőgép: hőenergiát alakít át mechanikai munkává. Az energiaáramlás a körfolyamat alatt:
- 1 - 2 a munkafelvétel munkaközeg sűrítéséhez (a lendkerékből)
- 2 - 3 hőenergia felvétel a tüzelőanyag elégetéséből
- 3 - 4 az égés után felmelegedett közeg expanziója mechanikai munkát ad a gépnek
- 4 - 1 a füstgázok kiáramlása: hőelvonás

## A valóságos Diesel-ciklus
A belső égésű motorok, és így a Diesel-motor körfolyamata az elméletitől kissé eltérő módon fut le. A fenti sorszámozáshoz illeszkedve a következő eltérések mondhatók el (mintaképpen a négyütemű körfolyamatot véve alapul, álló hengerelrendezés példájával).
- Szívási folyamat. A dugattyú alsó holtpontja felé halad, ezáltal a belső tér mérete növekszik. A nyomás alacsonyabb a környezeti nyomásnál, ez hajtja be tehát az égéshez szükséges levegőt. A folyamat végén zárul a szívószelep.
- 1 - 2 Kompresszió. A henger és a dugattyú hőmérséklete igen magas, ezért az állapotváltozás eltér az elméletitől: fűtött kompresszió játszódik le. Ez kissé eltér az adiabatikus folyamattól, a politropikus kitevő nagyobb: n > κ. A hőmérséklet meredeken emelkedik, magasabbra, mint az üzemanyag gyulladásához szükséges hőmérséklet.
- Befecskendezés. Az üzemanyag apró cseppekké porlad, emiatt igen nagy a fajlagos felülete, gyorsabban kezdődik az égés. Minthogy a hőmérséklet magasabb az öngyulladási hőmérsékletnél, az égés kezdete a befecskendezés időpontjától függ. A dugattyú felső holtpontjának elérése előtt megkezdődik az égés, de az ezalatt elégő üzemanyag csak kis része az egésznek.
- 2 - 3 Égés. Az égés valóságos lefolyását indikátordiagamon[1][2] lehet követni. Ez a valóságban kupola alakú görbe, de izobár folyamattal lehet a legjobban közelíteni.[3]
- 3 - 4 Expanzió. Az adiabatikustól azért tér el, mert az égéstermékek hőmérséklete igen nagy, ezért némi hőveszteséggel kell számolnunk, n < κ. A hőközlés részben a belső energiát növeli (és így a hőmérsékletet), valamint térfogatváltozási munkát végez. Ez tartja fenn a körfolyamatot.
- A kipufogószelep nyitása. A távozó gázok hőmérséklete és így entalpiája magasabb, mint a beszívott hideg levegőé. Ezt a lehető legjobban izochor állapotváltozással tudjuk leírni (a dugattyú elmozdulása viszonylag kicsi, mert az alsó holtponton éppen irányt vált). Ezt az egyetlen lépést nem szabad a klasszikus állapotváltozásokhoz hasonlóan leírni, mert a közeg anyagi minősége megváltozik (egyik kicserélődik a másikkal, az égéstermékek helyet cserélnek a friss levegővel).
- 4 - 1 Kipufogás. A dugattyú megindul felső holtpontja felé, a henger belső terét ezzel csökkentve. A térfogatváltozási munkát a lendkerék energiája fedezi.

## Az elméletileg elérhető termikus hatásfok
A maximális termikus hatásfok a kompresszióviszonytól és a {\displaystyle \rho } viszonyszámtól függ:
{\displaystyle \eta _{t}=1-{\frac {1}{\epsilon ^{\kappa -1}}}\left({\frac {\rho ^{\kappa }-1}{\kappa (\rho -1)}}\right)},
ahol

{\displaystyle \eta _{t}\,} a termikus hatásfok,
{\displaystyle \rho ={\frac {V_{3}}{V_{2}}}} az égés végpontjánál és kezdőpontjánál mért fajtérfogatok hányadosa,
{\displaystyle \epsilon ={\frac {V_{1}}{V_{2}}}} a kompresszióviszony,
{\displaystyle \kappa ={\frac {c_{p}}{c_{v}}}} a gáz fajhőinek viszonya.
A hatásfok a kompresszióviszony növelésével nő, a {\displaystyle \rho \,} növelésével csökken. Ha  {\displaystyle \rho \rightarrow \,}, a hatásfok tart az Otto-cikluséhoz. Összehasonlítva az Otto-körfolyamattal, annak termikus hatásfoka azonos kompresszióviszony esetén meghaladja a Diesel ciklusét. Mindenki ismeri azonban azt a tényt, hogy a dízel motorral hajtott gépkocsik üzemanyag-fogyasztása kisebb (és így az összhatásfoka jobb), mint az Otto-motorokkal hajtott gépkocsiké. Ez azért igaz, mert az Otto-motorok kompresszióviszonya lényegesen alacsonyabb, mint a dízelmotoroké. A benzin-levegő keverék ugyanis alacsonyabb hőmérsékleten (így alacsonyabb kompresszióviszony mellett) öngyulladást szenvedne. A másik ok, hogy a benzinmotort a légbeömlés fojtásával vezérlik, a fojtás pedig energiaveszteséget okoz. A valóságos összhatásfok természetesen a termikus, mechanikai és egyéb veszteségek miatt mindkét erőgépnél az elméletinél lényegesen kisebb.